# Chimarra mexicana
Chimarra mexicana är en nattsländeart som först beskrevs av Banks 1900.  Chimarra mexicana ingår i släktet Chimarra och familjen stengömmenattsländor. Inga underarter finns listade i Catalogue of Life.